# Ptychamalia grisescens
Ptychamalia grisescens là một loài bướm đêm trong họ Geometridae.